# Srila Narayana Maharaja
Srila Narayana Maharaja (Tewaripur, 16 de fevereiro de 1921 - Puri, 29 de dezembro de 2010) foi um guru indiano. É descrito pela enciclopédia Religions of the World, de J. Gordon Melton, como o mais influente guru no vixnuísmo moderno, tendo alunos em todos os continentes e sua obra traduzida em diversos idiomas.

## Biografia
Narayana nasceu no dia 16 de fevereiro de 1921 na vila chamada Tewaripur, próximo às margens do sagrado rio Ganges em Bihar, Índia. Ele nasceu no dia de amavasya (lua nova) em uma família de Brahmana Trivedi muito religiosa. Durante sua infância teve muitas oportunidades de acompanhar regularmente seu pai quando este participava de kirtanas (canções devocionais) e pravacan (conferências teístas) em assembléia religiosas.

### Residindo no templo
Em fevereiro de 1947 encontrou-se com seu gurudeva, Srila Bhakti Prajnana Kesava Maharaja, pela primeira vez em Sri Navadvipa-dhama, Bengala do Oeste. No mesmo ano ele foi iniciado por Srila Bhakti Prajnana Kesava Maharaja, recebendo o nome de Sri Gaura Narayana. Logo em seguida, seu gurudeva concedeu-lhe o título Bhaktabandhava, que significa "amigo dos devotos", devido estar sempre servindo os Vaisnavas de maneira mui agradável.
Ele viajou extensamente pelos cinco anos que se seguiram com Srila Bhakti Prajnana Kesava Maharaja, em missões de pregação por toda índia. Em 1952 durante o Gaura-Purnima, seu amado gurudeva concedeu-lhe a iniciação na sagrada ordem de sannyasa e em 1954 Srila Bhakti Prajnana Kesava Maharaja entregou-lhe o templo recém inaugurado para cuidar, em Mathura, chamado Sri Kesavaji Gaudiya Matha.

### Amizade com Srila Bhaktivedanta Swami Prabhupada
Um relacionamento significante na vida de Srila Narayana Maharaja foi sua associação com Sua Divina Graça A.C.Bhaktivedanta Svamï Maharaja Prabhupada, o mundialmente famoso pregador do Gaudïya-Vaisnavismo e Fundador-Acharya da Sociedade Internacional para Consciência de Krsna . Encontraram-se pela primeira vez em 1947,em Calcutá ,alguns anos depois no começo dos anos 50, Srïla Bhaktivedanta Swami Prabhupada foi residir em Mathura na Sri Kesavaji Gaudïya Matha a convite do seu irmão espiritual, Srïla Bhakti Prajnana Kesava Maharaja , onde ele permaneceu por alguns meses , participando de intercâmbio devocional e profundos debates da filosofia Vaisnava. Srila Narayana Maharaja desenvolveu um relacionamento muito íntimo com ele durante este período, acatando-o tanto como siksa-guru quanto como amigo íntimo.
Em 1959 Srila Bhakti Prajnana Kesava Maharaja iniciou-o na sagrada ordem de sannyasa, dando-lhe o nome e título de Sri Srimad Bhaktivedanta Swami Maharaj. A cerimônia Védica do sacrifício de fogo (yajna) e todos os rituais foram executados por Srila Narayana Maharaja.
Durante este período Srila Bhaktivedanta Swami Prabhupada já estava residindo em Vrndavana, Srila Narayana Maharaja costumava visita-lo, e eles cozinhavam , honravam prasada (alimentos santificados) e tinham conversas íntimas sobre filosofia Vaisnava.
Quando Srila Swami Prabhupada partiu para pregar no ocidente e inaugurou seu primeiro templo de Radha-Krsna na América, Srila Narayana Maharaja mandou-lhe os primeiros tambores, mrdangas, e os karatalas (címbalos de mão) para serem usados no sankirtana. Ele também mandou-lhe as Deidades de Radha-Krsna e os seus livros em sânscrito para tradução . Srila Bhaktivedanta Swami Maharaja correspondia-se regularmente, a cada um ou dois meses com Srila Narayana Maharaja e Srila Bhakti Prajnana Kesava Maharaja até 1968 quando este entrou em nitya-lila, e após isso ele continuou escrevendo a Srila Narayana Maharaja até sua partida divina.
A última pessoa com quem Srila Bhaktivedanta Swami falou antes de partir deste mundo mortal foi Srila Narayana Maharaja, ele explicou que embora muito tivesse sido feito em tão curto prazo de tempo (12 anos) e embora seus discípulos ocidentais fossem sinceros, não havia nenhum entre eles apto a administrar os negócios. Embora Srila Narayana Maharaja estivesse apreensivo em fazer qualquer compromisso, compreendendo a magnitude da responsabilidade envolvida, Srïla Prabhupada com muito carinho e afeição pegou as mãos de Srila Narayana Maharaja em suas próprias mãos e fez Srila Narayana Maharaja prometer sempre ajudar seus discípulos e seguidores ocidentais a compreender e seguir os ensinamentos profundos da filosofia Vaisnava tal como apresentada por seu gurudeva , Srïla Bhaktisiddhanta Sarasvati Thakura.
Srïla Prabhupada também pediu que Srila Narayana Maharaja cuidasse completamente da execução de todos os rituais para o seu funeral samadhi após a sua partida. Estes dois pedidos de Srïla Bhaktivedanta Swami Maharaja demonstram claramente a firme confiança que ele tinha em Srila Narayana Maharaja. Por um período de mais de duas décadas, desde a sua partida em novembro de 1977, Srila Narayana Maharaja concedidou uma guia compreensiva e abrigo amoroso a todos que o procuram e por meio de seus livros e viagens pelo mundo, ele está dei sua associação purificante e realizações divinas por todo o globo para quem busca sinceramente a verdade.

### Visitas ao Brasil
Srila Narayana Goswami Maharaj visitou o Brasil quatro vezes: 1999, 2000, 2003 e 2010. O seu ultimo vyasapuja (comemoração do aparecimento transcendental) em vida foi comemorado em 2010 em um hotel em Itapecerica da Serra (Grande São Paulo), onde reuniu cerca de 800 devotos de vários países.

### Morte
Ele morreu o 29 de dezembro de 2010 em Puri, Orissa, aos 89 anos de idade.